# Шахмарданов, Шахвелед Ибрагимович
Шахмарда́нов Шахвелед Ибрагимович (род. 1948, Яргиль, Хивский район, Дагестанская АССР, РСФСР) — табасаранский писатель, народный поэт Дагестана (2018).

## Биография
После окончания Дербентского педтехникума он работал учителем в родном селе. Он родился в 1948 году в селе Яргиль Хивского района. Ш. Шахмарданов — первый табасаранец, окончивший Литинститут имени Горького.

## Творчество
Первая книга Шахвеледа Шахмарданова «Чархачи» вышла в свет в 1979 году.

### Переводчик
Шахвелед перевёл на табасаранский язык произведения таких классиков, как: А. С. Пушкин, В. Маяковский, О. Батырай, Махмуд, С. Стальский, Г. Цадаса, Э. Капиев, А. Гафуров, Р. Гамзатов, Ф. Алиева, А. Абу-Бакар, Х. Хаметова, И. Гусейнов, Магомед-Расул, М. Ахмедова, Жамидин, М. Давыдов, Расим Хаджи и др.

## Семья
Отец, Ибрагим Шахмарданов - табасаранский писатель.